# Америчка Девичанска Острва на Светском првенству у атлетици у дворани
Америчка Девичанска Острва су до сада 14 пута учествовала на Светским првенствима у дворани. Дебитовала је на 1. Светском првенству 1987. у Индијанаполису.
Такмичари Америчких Девичанских Острва на светским првенствима у дворани нису освајала медаље, тако да се после 17. Светског првенства у дворани 2018. налазе у групи земаља, које нису освајале медаље, иза 84. места.
На Светском првенству у Дохи 2010. атлетичарка Лаверн Џоунс-Ферет у трци на 60 метара била је друга, али јој је медаља одузета, након резултата допинг теста са такмичења у фебруару 2010. Дисквалификована је и кажњена је са шест месеци забране наступа на међународним такмичењима.
Такмичари Америчких Девичанских Острва само два пута 2012. и 2016) су освајали бодове на табели успешности (заузели једно од првих 8 места односно учествовали у финалу неке од дисциплина). Најуспешнији су бии у Истанбулу 2012. када су са представницима Канаде делили 33 место са 5 бодова. Најбољи појединачни пласман имао је спринтер Табари Хенри у Истанбулу освојивши 4. место у трци на 400 метара.
| Место | СП у дворани               |   |   |   |   |
| =<84  | Америчка Девичанска Острва | 0 | 0 | 0 | 0 |

## Освајачи медаља на светским првенствима у дворани
Нису освајане медаље

## Учешће и освојене медаље Америчких Девичанских Острва на светским првенствима у дворани
| Учешће и освојене медаље Америчких Девичанских Острвана СП | Учешће и освојене медаље Америчких Девичанских Острвана СП | Учешће и освојене медаље Америчких Девичанских Острвана СП | Учешће и освојене медаље Америчких Девичанских Острвана СП | Учешће и освојене медаље Америчких Девичанских Острвана СП | Учешће и освојене медаље Америчких Девичанских Острвана СП | Учешће и освојене медаље Америчких Девичанских Острвана СП | Учешће и освојене медаље Америчких Девичанских Острвана СП | Учешће и освојене медаље Америчких Девичанских Острвана СП | Учешће и освојене медаље Америчких Девичанских Острвана СП | Учешће и освојене медаље Америчких Девичанских Острвана СП | Учешће и освојене медаље Америчких Девичанских Острвана СП | Учешће и освојене медаље Америчких Девичанских Острвана СП | Учешће и освојене медаље Америчких Девичанских Острвана СП | Учешће и освојене медаље Америчких Девичанских Острвана СП | Учешће и освојене медаље Америчких Девичанских Острвана СП | Учешће и освојене медаље Америчких Девичанских Острвана СП | Учешће и освојене медаље Америчких Девичанских Острвана СП |
| СП                                                         | Учесника                                                   | Муш.                                                       | Жене                                                       | дисц.                                                      |                                                            |                                                            |                                                            |                                                            | Пласман                                                    | 4. М                                                       | 5. М                                                       | 6. М                                                       | 7. М                                                       | 8. М                                                       | УК фин.                                                    | Пл. ТУ                                                     | Детаљи                                                     |
| ---------------------------------------------------------- | ---------------------------------------------------------- | ---------------------------------------------------------- | ---------------------------------------------------------- | ---------------------------------------------------------- | ---------------------------------------------------------- | ---------------------------------------------------------- | ---------------------------------------------------------- | ---------------------------------------------------------- | ---------------------------------------------------------- | ---------------------------------------------------------- | ---------------------------------------------------------- | ---------------------------------------------------------- | ---------------------------------------------------------- | ---------------------------------------------------------- | ---------------------------------------------------------- | ---------------------------------------------------------- | ---------------------------------------------------------- |
| 1987. Индијанаполис                                        | 4                                                          | 3                                                          | 1                                                          | 3                                                          | 0                                                          | 0                                                          | 0                                                          | 0                                                          | -                                                          | 0                                                          | 0                                                          | 0                                                          | 0                                                          | 0                                                          | 0                                                          | 0                                                          | [ 1 ]                                                      |
| 1989 Будимпешта                                            | Нису учествовала                                           | Нису учествовала                                           | Нису учествовала                                           | Нису учествовала                                           | Нису учествовала                                           | Нису учествовала                                           | Нису учествовала                                           | Нису учествовала                                           | Нису учествовала                                           | Нису учествовала                                           | Нису учествовала                                           | Нису учествовала                                           | Нису учествовала                                           | Нису учествовала                                           | Нису учествовала                                           | Нису учествовала                                           | Нису учествовала                                           |
| 1991. Севиља                                               | 2                                                          | 1                                                          | 1                                                          | 2                                                          | 0                                                          | 0                                                          | 0                                                          | 0                                                          | -                                                          | 0                                                          | 0                                                          | 0                                                          | 0                                                          | 0                                                          | 0                                                          | 0                                                          | [ 2 ]                                                      |
| 1993. Торонто                                              | 1                                                          | 0                                                          | 1                                                          | 2                                                          | 0                                                          | 0                                                          | 0                                                          | 0                                                          | -                                                          | 0                                                          | 0                                                          | 0                                                          | 0                                                          | 0                                                          | 0                                                          | 0                                                          | [ 3 ]                                                      |
| 1995. Барселона                                            | 1                                                          | 1                                                          | 0                                                          | 1                                                          | 0                                                          | 0                                                          | 0                                                          | 0                                                          | -                                                          | 0                                                          | 0                                                          | 0                                                          | 0                                                          | 0                                                          | 0                                                          | 0                                                          | [ 4 ]                                                      |
| 1997. Париз                                                | 2                                                          | 0                                                          | 2                                                          | 3                                                          | 0                                                          | 0                                                          | 0                                                          | 0                                                          | -                                                          | 0                                                          | 0                                                          | 0                                                          | 0                                                          | 0                                                          | 0                                                          | 0                                                          | [ 5 ]                                                      |
| 1999 — 2001.                                               | Нису учествовала                                           | Нису учествовала                                           | Нису учествовала                                           | Нису учествовала                                           | Нису учествовала                                           | Нису учествовала                                           | Нису учествовала                                           | Нису учествовала                                           | Нису учествовала                                           | Нису учествовала                                           | Нису учествовала                                           | Нису учествовала                                           | Нису учествовала                                           | Нису учествовала                                           | Нису учествовала                                           | Нису учествовала                                           | Нису учествовала                                           |
| 2003. Бирмингем                                            | 1                                                          | 1                                                          | 0                                                          | 1                                                          | 0                                                          | 0                                                          | 0                                                          | 0                                                          | -                                                          | 0                                                          | 0                                                          | 0                                                          | 0                                                          | 0                                                          | 0                                                          | 0                                                          | [ 6 ]                                                      |
| 2004. Будимпешта                                           | 1                                                          | 0                                                          | 1                                                          | 1                                                          | 0                                                          | 0                                                          | 0                                                          | 0                                                          | -                                                          | 0                                                          | 0                                                          | 0                                                          | 0                                                          | 0                                                          | 0                                                          | 0                                                          | [ 7 ]                                                      |
| 2006. Москва                                               | 1                                                          | 0                                                          | 1                                                          | 1                                                          | 0                                                          | 0                                                          | 0                                                          | 0                                                          | -                                                          | 0                                                          | 0                                                          | 0                                                          | 0                                                          | 0                                                          | 0                                                          | 0                                                          | [ 8 ]                                                      |
| 2008. Валенсија                                            | 2                                                          | 1                                                          | 1                                                          | 2                                                          | 0                                                          | 0                                                          | 0                                                          | 0                                                          | -                                                          | 0                                                          | 0                                                          | 0                                                          | 0                                                          | 0                                                          | 0                                                          | 0                                                          | [ 9 ]                                                      |
| 2010. Доха                                                 | 1                                                          | 0                                                          | 1                                                          | 1                                                          | 0                                                          | 0                                                          | 0                                                          | 0                                                          | -                                                          | 0                                                          | 0                                                          | 0                                                          | 0                                                          | 0                                                          | 0                                                          | 0                                                          | [ 10 ]                                                     |
| 2012. Истанбул                                             | 2                                                          | 1                                                          | 1                                                          | 2                                                          | 0                                                          | 0                                                          | 0                                                          | 0                                                          | -                                                          | 1                                                          | 0                                                          | 0                                                          | 0                                                          | 0                                                          | 1                                                          | =33                                                        | [ 11 ] [ 12 ]                                              |
| 2014. Сопот                                                | 2                                                          | 1                                                          | 1                                                          | 2                                                          | 0                                                          | 0                                                          | 0                                                          | 0                                                          | -                                                          | 0                                                          | 0                                                          | 0                                                          | 0                                                          | 0                                                          | 0                                                          | 0                                                          | [ 13 ]                                                     |
| 2016. Портланд                                             | 2                                                          | 1                                                          | 1                                                          | 2                                                          | 0                                                          | 0                                                          | 0                                                          | 0                                                          | -                                                          | 0                                                          | 0                                                          | 0                                                          | 1                                                          | 0                                                          | 1                                                          | =47                                                        | ,                                                          |
| 2018. Бирмингем                                            | 1                                                          | 1                                                          | 0                                                          | 1                                                          | 0                                                          | 0                                                          | 0                                                          | 0                                                          | -                                                          | 0                                                          | 0                                                          | 0                                                          | 0                                                          | 0                                                          | 0                                                          | 0                                                          | [ 10 ]                                                     |
| Укупно 14 (17)                                             | 23                                                         | 11                                                         | 12                                                         |                                                            | 0                                                          | 0                                                          | 0                                                          | 0                                                          | -                                                          | 1                                                          | 0                                                          | 0                                                          | 2                                                          | 0                                                          | 2                                                          | =33                                                        |                                                            |

## Преглед учешћа спортиста Америчких Девичанских Острва и освојених медаља по дисциплинама на СП у дворани
Стање после СП 2018.
| Дисциплина   | Период | Период   | Укупно | Мушки | Жене |   |   |   |   |
| Дисциплина   | Прво   | Последње | Укупно | Мушки | Жене |   |   |   |   |
| ------------ | ------ | -------- | ------ | ----- | ---- | - | - | - | - |
| 60 м         | 1987   | 2016     | 6      | 3     | 3    | 0 | 0 | 0 | 0 |
| 60 м препоне | 1987   | 2018     | 2      | 1     | 1    | 0 | 0 | 0 | 0 |
| 200 м        | 1991   | 2002     | 3      | 3     | 0    | 0 | 0 | 0 | 0 |
| 400 м        | 1991   | 2014     | 2      | 2     | 0    | 0 | 0 | 0 | 0 |
| Скок удаљ    | 1993   | 1999     | 0      | 0     | 0    | 0 | 0 | 0 | 0 |
| Троскок      | 1993   | 1993     | 0      | 0     | 0    | 0 | 0 | 0 | 0 |
| Укупно (6)   |        |          | 13     | 9     | 4    | 0 | 0 | 0 | 0 |

Разлика у горње две табеле за 10 учесника (3 мушкараца и 7 жена) настала је у овој табели јер је сваки такмичар без обзира колико је пута учествовао на првенствима и у колико разних дисциплина на истом првенству, рачунат само једном.

## Национални рекорди постигнути на светским првенствима у дворани
| Дисцилина             | Нови рекорд | Атлетича/ка        | Датум, Место              | Стари рекорд | Атлетича/ка        | Датум, Место |
| --------------------- | ----------- | ------------------ | ------------------------- | ------------ | ------------------ | ------------ |
| Трка на 60 метара, м  | 6,83        | Невил Хоџ          | 6. 3. 1987. Индијанаполис |              |                    |              |
| Трка на 200 метара, м | 21.83       | Невил Хоџ          | 6. 3. 1987. Индијанаполис |              |                    |              |
| Троскок, ж            | 13,52       | Флора Хјасинт      | 13. март. 1993. Торонто   |              |                    |              |
| Скок удаљ, ж          | 6,38        | Флора Хјасинт      | 8. март. 1997. Париз      |              |                    |              |
| Трка на 200 метара, м | 21,60       | Ејдријан Дурант    | 14. март. 2003. Бирмингем |              |                    |              |
| Трка на 60 метара ж   | 7,22        | Лаверн Џоунс-Ферет | 10. 3. 2006. Москва       | 7,24         | Лаверн Џоунс-Ферет | 2006.        |

## Занимљивости
- Најмлађи учесник: Ејдријан Дурант 18 год и 146 дана
- Најстарији учесник: Лаверн Џоунс-Ферет 34 год и 185 дана
- Највише учешћа: Лаверн Џоунс-Ферет 5 пута (2006—2012, 2016)
- Најбоље пласирани атлетичар: Табари Хенри 4. место (2012)
- Најбоље пласирана атлетичарка: Лаверн Џоунс-Ферет 9. место (2008)
- Прва медаља: није освојена медаља
- Прва златна медаља: –
- Највише медаља: –
- Најбољи пласман Америчких Девичанских Острва: =33 место (2012)